# Eutima cuculata
Eutima cuculata är en nässeldjursart som beskrevs av Brooks 1883. Eutima cuculata ingår i släktet Eutima och familjen Eirenidae. Inga underarter finns listade i Catalogue of Life.